# Rhamnus arguta
Rhamnus arguta är en brakvedsväxtart som beskrevs av Carl Maximowicz. Rhamnus arguta ingår i släktet getaplar, och familjen brakvedsväxter. Utöver nominatformen finns också underarten R. a. velutina.